# Brasiliense (editora)
Editora Brasiliense é uma editora brasileira, localizada em São Paulo.

## Histórico
Foi fundada em maio de 1943. Teve como co-fundadores: o historiador brasileiro Caio Prado Júnior, o escritor brasileiro José Bento Monteiro Lobato (nos primeiros anos de funcionamento), Arthur Neves, que integrara a Companhia Editora Nacional e a escritora Maria José Dupré – cuja casa foi utilizada como primeira sede da editora. A Editora Brasiliense lançou e editou a Revista Brasiliense, que circulou entre 1955 e 1964.
Pioneira e em plena atividade, é, reconhecidamente, uma das mais tradicionais casas editoriais brasileiras. De 1992 a 2011, foi presidida pela filha de Caio Prado, Yolanda Cerquinho da Silva Prado (Danda Prado). Atualmente a presidente é Maria Teresa Batista de Lima.

## Publicações
As coleções Primeiros Passos, Tudo é História, Circo de Letras e Encanto Radical fazem enorme sucesso há décadas.
A editora também publicou autores como Franz Kafka, Gilles Deleuze, Paulo Leminski, Yukio Mishima, Le Clezio, William Burroughs, Claude Olivenstein, Renato Ortiz, Sérgio Buarque de Holanda, Perry Anderson, Walter Benjamin, Jack Kerouac, Octavio Ianni, Nicolau Sevcenko, Cassandra Rios, Fernanda Pompeu, John Fante, Antônio Bivar, Pier Paolo Pasolini, Jair Ferreira dos Santos, dentre outras expressões da literatura nacional e internacional.
Entre 1978 e 1984, a editora publicou a revista de crítica Leia livros, a qual continha também bibliografias regulares com os lançamentos de livros no Brasil.